# 융복합주의
틀:분류 예술

## 융복합주의(Convergeism)

### 융복합주의 선언문
인류는 오랜 시간동안 각자의 정착지를 중심으로 독특한 문명을 꽃피웠다. 지리적인 경계를 중심으로 각각 발전하던 문명은 1900년대를 전후하여 문명의 전파가 세계적 흐름이 되었다. 비행기의 대중화, 매스미디어의 보급으로 더욱 활발한 교류가 이루어졌고, 최근에는 인터넷과 각종 SNS 보급으로 문화의 교류는 급진적으로 이뤄지고 있다. 문화 교류는 교감을 형성하고 서로의 가치관과 차이를 분명히 이해하게 되었다. 서로가 가진 차이가 주는 신선한 충격을 자연스럽게 받아들이며 결합 된 새로운 형식의 문명을 창출해가고 있다. 이런 순하고 부드러운 결합이 있지만 오랜 관습으로 인해 고착화된 차별의식은 쉽사리 바뀌지 않고 있는 것 또한 사실이다. 인종차별, 남녀차별, 지역차별 등 인류가 가져가야 하는 큰 가치의 개선 작업은 아직도 산적되어있다. 우리는 용기를 내어 상호 존중과 자유와 희망이 넘치는 하나의 지구 문화로 발전시켜야할 때라고 본다. 하나의 지구 문화를 위해 융복합 정신문화 발전의 기본 틀을 최근 4차산업혁명에서 나타나고 있는 융복합기술의 발전에서 살펴볼 수 있다.
융복합기술은 과거 문명의 발달과정에서 나타나던 물리적 교류의 수준을 넘어선 화학적 결합이라고 볼 수 있다. 물리적 교류 또는 결합은 오랜 시간 동안 인류의 문명사회를 발전시켜준 방식이었으나 4차산업혁명의 기술적 진보는 급진적으로 화학적 융합의 결과를 만들어내고 있다. 융복합기술의 발전과 더불어 인류는 더 많은 가치의 창출과 창조적 아이디어를 만들 수 있는 길을 열어가고 있다. 이런 융복합을 통한 변화가 기술에 한정되기에는 가치가 크다고 본다. 융복합을 인문·사회·예술학적 관점으로 볼 필요가 있고 더 나아가 인류의 평화와 안녕에도 이바지하는 철학적 개념으로 승화시켜야한다.
과거 지리적인 장벽으로 인해 문화와 사상은 지역을 벗어나지 못하고 발전하였다. 동양은 공동체 의식을 중요시한 고맥락사회였고 서양은 개인의 인권을 중요시한 저맥락 사회였다. 서로의 환경과 여건의 차이가 종교와 철학의 차이를 낳았고 개개인의 가치관에도 많은 차이를 두고 있다. 이런 사회적 차이가 차별을 형성하였고 차별은 갈등으로 비화되었다. 현재도 서로의 이해관계로 인한 갈등과 분쟁은 인류의 미래를 어둡게 하는 큰 장애이다.
인류가 오랜 시간동안 꿈꿔온 유토피아는 인간다운 삶을 더욱 풍요롭게 만들기 위한 희망의 가치 실현에 있다. 희망의 가치는 어떤 부류의 인간만이 누리는 특권이 아니라 모두가 함께 공유해야할 가치이다. 인종과 지역, 문화와 환경, 부자와 가난한자, 남성과 여성 등등 모두가 동등한 가치 실현의 권리를 가져야한다. 이것이 올바르고 정당하다는 것을 알고 있지만 아직도 우리의 주변에서는 차별받는 불공정을 목격하고 있다. 차별과 불공정이 지속적으로 일어나는 원인은 여러 가지가 있겠으나 오랜 시간 이어진 관습을 바꾸지 못함이 크게 작용한다.
서로 다르다는 차이를 보는 것이 아니라 서로 융합시켜 새로운 하나를 만들 수 있는 요소를 찾아가는 것이 우리가 이 시대에 해결해야하는 과제이다. 하나로 재탄생하는 지구문화는 상호존중과 협력을 이끌어 낼 수 있으며 누구나 꿈꿀 수 있는 희망을 가질 수 있는 원천이기 때문이다. 어딘가에는 꿈꿀 자유도 없이 희망을 잃고 그저 생존만 고민하는 사람들도 있다. 이는 우리가 가진 편견의 틀로 인해 생긴 구속이기 때문이다.
각기 다른 요소들에서 긍정의 융합요소를 결합하는 시도와 실천을 한다면 경계를 허물고 공동의 가치를 지향하는 희망의 미래를 만들 수 있다.
이에 지역, 문화, 인종, 학문적 차이를 극복하고 이상 실현을 위한 원리와 기법의 융합으로 공동의 가치를 구현하는 융복합주의 강령을 만들고 선언한다.
1. 융복합문화를 만들기 위한 각각의 특성과 공통점을 분석하여 적용한다.
2. 전통적인 사고, 관습, 분류에 얽매이지 않고, 경계를 넓히거나 새로운 경계를 창출한다.
3. 상호존중의 문화를 실현한다.
4. 희망과 자유가 넘치는 하나의 지구문화를 실현한다.
융복합주의 강령을 실천하기 위하여 미술인인 나는 미술분야에서 동서양의 융복합을 꾀하며 동서양의 전통적인 표현방식과 가치관을 하나로 엮어내는 실험을 진행한다. 또한, 점진적으로 영역을 확대하고 융복합하여 자유롭고 창의적인 사고로 희망을 노래할 수 있는 융복합작품을 창작한다. 궁극적으로는 인류의 지향점에 도달하는 전위적이고 진취적인 사고의 팽창을 도모한다.
표현에 있어서 기존 재료나 방식에 얽매이지 않고 새로운 가치 창출을 위한 시도를 지속한다. 융복합을 통한 새로운 가치 창출 작품은 기존에 가진 장벽을 허물고 새로운 영역에서 상호 존중의 만남을 도모할 수 있는 사고의 확장을 이끌어 내야한다.
관람자에게 장벽을 허물 수 있는 영감을 제공하는 작품을 통해 희망적 미래를 꿈꾸며 우리의 삶을 더욱 밝고 아름답게 만들어 줄 수 있게 해야 한다.